# Linea verde (metropolitana di Montréal)
La linea verde (in francese: Ligne verte), conosciuta anche come linea 1, è una delle quattro linee della metropolitana di Montréal, nel Quebec, Canada. La linea attraversa la sezione commerciale del centro di Montreal sotto Boulevard de Maisonneuve, ex Rue de Montigny. Corre principalmente su un asse da nord-est a sud-ovest con una connessione con le linee arancione e gialla a Berri-UQAM e a ovest del centro di Lionel-Groulx.
La tratta tra Atwater e Frontenacwas faceva parte della rete originaria; la linea è stata estesa a Honoré-Beaugrand nel 1976 per fornire un facile accesso ai siti delle Olimpiadi estive del 1976 e in seguito prolungata fino ad Angrignonin nel 1978. Tutte le stazioni, tranne tre — De L'Église, Lionel-Groulx e Charlevoix — sono stazioni di banchina laterali.

## Storia
Le prime stazioni, trovate sul tratto tra Atwater e Papineau, sono state aperte il 14 ottobre 1966, mentre diverse sezioni più piccole sono state ritardate di diversi mesi. Il 19 dicembre 1966, la linea fu ulteriormente estesa da Papineau a Frontenac, e due giorni dopo arrivò lo scalo Beaudrybetween Berri-UQAM e Papineau. Il 20 dicembre 1967, Frédéric Back ha completato la sua opera L'histoire de la musique à Montréal (La storia della musica a Montreal) nella stazione di Place-des-Arts. Questo pezzo commissionato è stata la prima opera completata nel sistema della metropolitana.
La costruzione della seconda fase iniziò nel 1971, quando a Montreal fu assegnata la candidatura per ospitare le Olimpiadi estive del 1976. L'obiettivo era quello di avere la possibilità di trasportare i visitatori dal centro al Parco Olimpico nella zona est. L'apertura della sezione tra Frontenac e Honoré-Beaugrand ha avuto luogo il 6 giugno 1976, sei settimane prima dell'inizio delle Olimpiadi estive. I treni della linea verde hanno inaugurato un pilota automatico l'8 novembre 1976.
La terza fase di espansione, tra Atwater e Angrignon, entrò in funzione il 3 settembre 1978.

## Materiale rotabile
Dall'apertura della linea nel 1966, le vetture MR-63 furono utilizzate sulla linea verde. Dopo l'introduzione delle MR-73 sulla linea verde nel 1976, le vecchie MR-63 furono utilizzate sulla linea arancione.
Dall'inizio degli anni ottanta fino al 2018, le vetture MR-63 sono state nuovamente utilizzate sulla linea verde. Con l'introduzione del nuovo MPM-10trains (noto anche come Azur) nel 2016 sulla linea arancione, La linea verde è ora servita principalmente dalle vetture MR-73 e MPM-10. I treni MR-63 sono stati completamente ritirati il 21 giugno 2018. Ad agosto 2019, tutti i 54 treni Azur sono stati consegnati. Di questi, nove percorrono attualmente la linea verde.

## Stazioni
- Angrignon
- Monk
- Jolicoeur
- Verdun
- De l'Eglise
- LaSalle
- Charlevoix
- Lionel-Groulx
- Atwater
- Guy-Concordia
- Peel
- McGill
- Place-des-Arts
- Saint-Laurent
- Berri-UQAM
- Beaudry
- Papineau
- Frontenac
- Préfontaine
- Joliette
- Pie-IX
- Viau
- Assomption
- Cadillac
- Langelier
- Radisson
- Honoré-Beaugrand